# Anisodes inhibita
Anisodes inhibita là một loài bướm đêm trong họ Geometridae.